# Xian (activista)
Xiao Xian, más conocida simplemente como Xian, es una activista china conocida por fundar Tongyu, una organización lesbiana con sede en Beijing. Además ha sido activista en la comunidad LGBT china y en la comunidad LGBT internacional.

## Biografía
Xian comenzó a buscar información y recursos sobre la comunidad LGBT mientras estaba en la universidad, pero se vio limitada por la falta de información y literatura LGBT disponibles en las bibliotecas universitarias de China. Después de la introducción de Internet en las universidades chinas a fines de la década de 1990, pudo buscar grupos de noticias de lesbianas a través de funciones de búsqueda rudimentarias como Gopher. Usó estos grupos en línea para contactar a personas expatriadas chinas LGBT en el extranjero y para organizar reuniones físicas con grupos de personas LGBT en China.
Se convirtió en una organizadora activa de la comunidad lesbiana, bisexual y transgénero en China desde finales de los 90 hasta el siglo XXI, organizándose con otros miembros de la comunidad LGBT a través de bares y sitios web. En 1996, creó Purple Phoenix, una ONG en línea que brindaba noticias y materiales informativos a la comunidad lesbiana china a través de comunicaciones por correo electrónico y sitios web. También fundó Saturday Salon, una reunión semanal de lesbianas en Beijing.
A través de su trabajo con la comunidad LGBT, Xian ha creado conciencia sobre las presiones familiares y sociales que dificultan la vida de las lesbianas en China, como la presión para casarse y la dificultad de independizarse por completo de los miembros homofóbicos de la familia. Ha hablado sobre las diferencias entre el movimiento LGBT de Occidente y el de China, especialmente la infrarrepresentación de los derechos de las lesbianas y el reconocimiento por parte del movimiento de mujeres de Pekín.
A lo largo de su carrera, Xian ha abogado por un enfoque pragmático de los derechos LGBT y el reconocimiento en China que se centre en la necesidad de anteponer la supervivencia al reconocimiento inmediato del gobierno y la atención de los medios. En una entrevista de 2006 con China Newsweek, comentó que sentía que las creencias feministas extremas e idealistas habían dañado las causas de las lesbianas en China, ya que derechos como el matrimonio entre personas del mismo sexo todavía eran demasiado extremos para la sociedad china dominante. Xian ha ayudado a organizar y apoyar Beijing Lala Salon, que brinda actividades comunitarias a la comunidad lesbiana en Beijing.
Estudió en los Estados Unidos y obtuvo una maestría. Durante su estancia en los Estados Unidos, se involucró en la comunidad lesbiana local y se ofreció como voluntaria para el Instituto Aizhixing de Educación para la Salud de Beijing (BAIHE). Durante este tiempo, Xian conoció el concepto de ONG y comenzó a formular planes para crear un grupo y una red de defensa de lesbianas en Beijing, donde sintió que había una comunidad de lesbianas razonablemente grande.

### Tongyu
Xian fundó Tongyu, una organización de defensa de las lesbianas, en 2004, después de regresar a Beijing desde Estados Unidos. El nombre "Tongyu" se traduce como "Lengua común" en inglés. En relación con Tongyu, invitó a activistas LGBT de Taiwán y Hong Kong a Beijing para compartir sus puntos de vista y experiencia con activistas en China continental. Tongyu opera una línea directa para lesbianas, asiste a conferencias académicas y eventos estudiantiles, reparte folletos y materiales educativos. Además de abogar por temas como el matrimonio entre personas del mismo sexo y los derechos LGBT, Tongyu apoya "salones", clubes donde las lesbianas pueden organizarse para discutir asuntos relacionados con la comunidad LGBT y compartir información sobre temas como el sexo seguro. La organización también apoya a organizaciones y publicaciones chinas de lesbianas y lalas como Saturday Salon y Les+ Magazine . Tongyu trabaja con activistas de otros países asiáticos como Taiwán e India, y ha sido la organización de defensa de lesbianas, bisexuales y transgénero más grande en Beijing a partir de 2018.